# Sobotka (district de Jičín)
Pour les articles homonymes, voir Sobotka.
Sobotka (en allemand : Sobotka) est une ville du district de Jičín, dans la région de Hradec Králové, en République tchèque. Sa population s'élevait à 2 432 habitants en 2024.

## Géographie
Sobotka se trouve à 14 km à l'ouest-nord-ouest de Jičín, à 55 km au nord-ouest de Hradec Králové et à 69 km au nord-est de Prague.

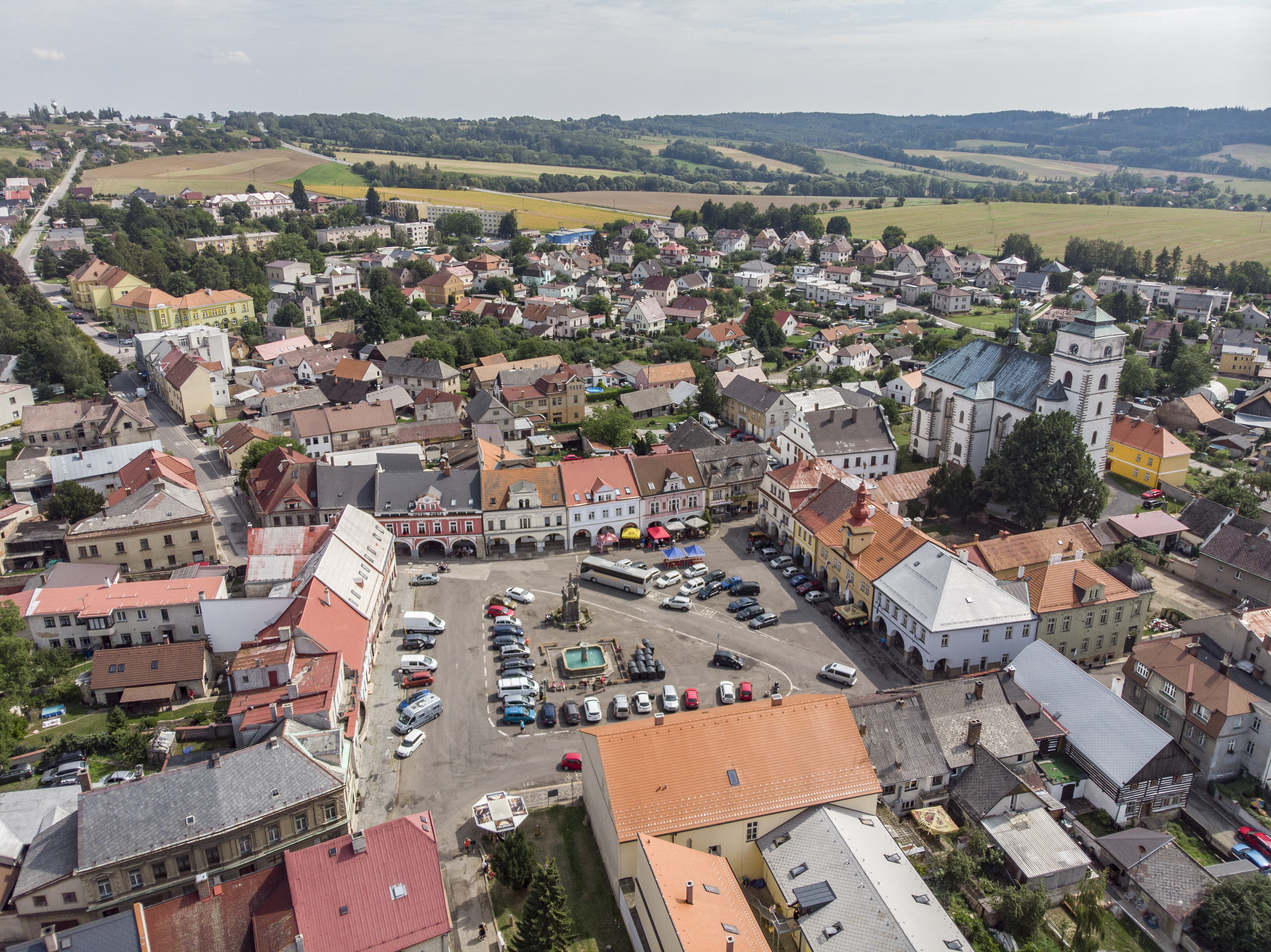
Sobotka : place de la Paix.

La commune est limitée par Libošovice au nord, par Mladějov et Samšina à l'est, par Markvartice au sud, et par Dolní Bousov et Osek à l'ouest .

## Histoire
La première mention écrite de la localité date de 1320.

## Personnalité
- Fráňa Šrámek (1877-1952), écrivain

## Jumelages
- Wadern (Allemagne)
- Sobótka (Basse-Silésie) (Pologne)

## Transports
Par la route, Sobotka se trouve à 14 km de Jičín, à 63 km de Hradec Králové et à 81 km de Prague. 